# Pachycara sulaki
Pachycara sulaki es una especie de pez de la familia de los Zoarcidae en el orden de los perciformes.

## Morfología
Los machos pueden llegar a alcanzar los 18,9 cm de longitud total.

## Hábitat
Es un pez de mar y de aguas profundas que vive entre 2000-3.510 m de profundidad.

## Distribución geográfica
Se encuentra en el Atlántico occidental. 

## Observaciones
Es inofensivo para los humanos. 